# Verdrag van Malta
Het Verdrag van Malta is een verdrag dat in 1992 werd ondertekend door de lidstaten van de Raad van Europa.
Het Verdrag van Malta, ook wel de Conventie van Malta of het Verdrag van Valletta genoemd, beoogt het cultureel erfgoed dat zich in de bodem bevindt beter te beschermen. Het gaat om archeologische resten als nederzettingen, grafvelden, en gebruiksvoorwerpen. Uitgangspunt van het verdrag is dat het archeologische erfgoed integrale bescherming nodig heeft en krijgt. Dit is gevat in drie principes:
- Streven naar behoud in situ van archeologische waarden. De bodem is de beste garantie voor een goede conservering van archeologische resten (artikel 4).
- Tijdig rekening houden in de ruimtelijke ordening met de mogelijkheid of aanwezigheid van archeologische waarden, zodat er nog ruimte is voor archeologievriendelijke alternatieven (artikel 5). Zo wordt voorgesteld om steeds vooraf onderzoek te laten doen naar de mogelijke aanwezigheid van archeologische waarden om het bodemarchief beter te beschermen en om onzekerheden tijdens de bouw van bijvoorbeeld nieuwe wijken te beperken. Op deze manier kan daar bij de ontwikkeling van de plannen zo veel mogelijk rekening mee worden gehouden.
- Er moet een bekostigingsmodel aanwezig zijn dat voldoende financiële middelen voor bescherming en onderzoek garandeert (artikel 6).

Andere belangrijke bepalingen uit het verdrag zijn:
- Artikel 9: Communicatie met het publiek.
- Artikel 12: Uitwisseling van kennis en archeologiedeskundigen tussen de landen.

## Nederland
Bij veel grootschalige projecten, zoals de aanleg van de Betuweroute, is al vroegtijdig rekening gehouden met de mogelijke aanwezigheid van archeologisch erfgoed. Anders dan in Frankrijk, waar de opgravingsbevoegdheid bij de overheid bleef, is in Nederland bij de implementatie van het verdrag gekozen voor liberalisering. Talloze kleine en middelgrote ondernemingen kunnen nu opgravingen doen en advies uitbrengen, zoals bij de aanleg van Vinex-wijken. De Inspectie Overheidsinformatie en Erfgoed en verschillende brancheorganisaties houden toezicht op de kwaliteit.
In oktober 2003 is een voorstel voor de wijziging van de Monumentenwet 1988 en enkele andere wetten naar de Tweede Kamer gestuurd. Hiermee worden de principes van het Verdrag van Malta doorgevoerd in de Nederlandse wetgeving. Op 4 april 2006 is het wetsvoorstel door de Tweede Kamer goedgekeurd en in december van dat jaar gaf de Eerste Kamer ook haar goedkeuring. Op 1 september 2007 trad de Wet op de archeologische monumentenzorg (waarbij de Monumentenwet 1988 werd gewijzigd) in werking.
Door de ondertekening van het Verdrag van Malta zijn de mogelijkheden tot opgravingen door amateurarcheologen niet meer mogelijk zonder de toestemming en/of onder leiding van een professionele archeoloog. Deze inperking vormt een belemmering bij grootschalig onderzoek of een groot aantal deelonderzoeken die in korte tijd moeten plaatsvinden, en waarbij inzet van meer menskracht gewenst is.

## Caribisch Nederland
Eind 2011 is de Monumentenwet BES ingesteld om te garanderen dat het verdrag ook binnen Caribisch Nederland zal worden geratificeerd.
1. ↑  [dode link], Verdrag van Malta: 
baken of sta-in-de-weg?, Lydia Jongmans, Boekmans februari 2019